# Beausejour (Gros Islet)
Beausejour es una localidad de Santa Lucía que forma parte del distrito de Gros Islet.